# David Walters (natation)
Pour les articles homonymes, voir David Walters et Walters.
David Walters (né le 27 septembre 1987) est un nageur américain spécialiste des épreuves de nage libre (50, 100 et 200 m). Il compte à son palmarès un titre olympique et trois titres mondiaux, tous obtenus en relais. Il est d'ailleurs membre de deux relais actuels détenteurs des records du monde.

## Biographie
Sixième sur 200 m nage libre lors des Championnats des États-Unis en 2006, il obtient sa première sélection en équipe nationale senior qu'il honore en mars 2007 lors des Championnats du monde disputés à Melbourne. Aligné en séries du relais 4 × 200 m, il remporte la médaille d'or bien qu'il ne nage pas la finale. Quelques mois plus tard, il remporte son premier titre national en gagnant le 100 m nage libre des championnats d'été 2007.
Début 2008, il remporte son premier titre NCAA en s'imposant sur 200 yards nage libre. Quelques mois après, il parvient à se qualifier pour les Jeux olympiques d'été de 2008 grâce à sa cinquième place sur 200 m nage libre lors des sélections olympiques américaines organisées à Omaha. À Pékin, ville hôte des Jeux, il participe uniquement aux séries du relais 4 × 200 m nage libre, une équipe qu'il parvient à qualifier en finale. Lors de celle-ci, les titulaires terminent premiers. En vertu de sa participation, aux séries, David Walters est donc sacré champion olympique. 
En juillet 2009, les championnats nationaux servent de sélections dans l'optique des Championnats du monde 2009 prévus quelques semaines plus tard à Rome. David Walters y termine deux fois deuxième : sur 100 m tout d'abord, derrière Nathan Adrian, en battant son record personnel en 48 s 17 ; puis sur 200 m en terminant derrière Michael Phelps en 1 min 44 s 95, nouveau record personnel.
Aux Championnats du monde, il remporte la médaille d'or avec ses coéquipiers du relais 4 × 200 m nage libre. Alors aligné avec Michael Phelps, Ricky Berens et Ryan Lochte, il bat le record du monde en 6 min 58 s 55, un centième de seconde plus rapidement que la marque établie un an plus tôt aux Jeux olympiques. En finale du 100 m nage libre, il améliore son record personnel en 47 s 33, subtilisant par la même occasion le record des États-Unis de Michael Phelps (en 47 s 51). Ce temps ne lui permet cependant pas d'accéder au podium occupé par le Brésilien César Cielo et les Français Alain Bernard et Frédérick Bousquet. Douzième des demi-finales du 200 m nage libre, il ne se qualifie pas pour la finale. Le dernier jour des compétitions, il est choisi pour réaliser le parcours de nage libre en finale du relais 4 × 100 m quatre nages. Prenant le relais en tête, il nage son relais en 46 s 80 et termine victorieusement la course. En 3 min 27 s 28, Walters et ses coéquipiers — Aaron Peirsol, Eric Shanteau et Michael Phelps — battent le record du monde de 2 secondes et 6 centièmes de seconde.

## Palmarès

### Jeux olympiques
- Jeux olympiques de 2008 à Pékin (Chine) :
  -  Médaille d'or au titre du relais 4 × 100 m quatre nages[1].

### Championnats du monde
| Épreuve / Édition      | Grand bassin   | Grand bassin                             |
| Épreuve / Édition      | Melbourne 2007 | Rome 2009                                |
| 100 m nage libre       | —              | 5e 47 s 33                               |
| 200 m nage libre       | —              | 12e temps des demi-finales 1 min 46 s 61 |
| 4 × 200 m nage libre   | Or             | Or 6 min 58 s 55 – RM                    |
| 4 × 100 m quatre nages | —              | Or 3 min 27 s 28 – RM                    |

## Records

### Records personnels
Ces tableaux détaillent les records personnels de David Walters en grand bassin au 3 septembre 2009.
| Épreuve          | Temps         | Compétition                      | Lieu                     | Date       |
| 50 m nage libre  | 22 s 60       | Championnats des États-Unis 2009 | Indianapolis, États-Unis | 09/07/2009 |
| 100 m nage libre | 47 s 33       | Championnats du monde 2009       | Rome, Italie             | 30/07/2009 |
| 200 m nage libre | 1 min 44 s 95 | Championnats des États-Unis 2009 | Indianapolis, États-Unis | 08/07/2009 |